# Affaire Medvedyev
 (mai 2024).
La mise en forme du texte ne suit pas les recommandations de Wikipédia : il faut le « wikifier ».
Les points d'amélioration suivants sont les cas les plus fréquents :
- Les titres sont pré-formatés par le logiciel. Ils ne sont ni en capitales, ni en gras.
- Le texte ne doit pas être écrit en capitales (les noms de famille non plus), ni en gras, ni en italique, ni en « petit »…
- Le gras n'est utilisé que pour surligner le titre de l'article dans l'introduction, une seule fois.
- L'italique est rarement utilisé : mots en langue étrangère, titres d'œuvres, noms de bateaux, etc.
- Les citations ne sont pas en italique mais en corps de texte normal. Elles sont entourées par des guillemets français : « et ».
- Les listes à puces sont à éviter, des paragraphes rédigés étant largement préférés. Les tableaux sont à réserver à la présentation de données structurées (résultats, etc.).
- Les appels de note de bas de page (petits chiffres en exposant, introduits par l'outil «  Source ») sont à placer entre la fin de phrase et le point final[comme ça].
- Les liens internes (vers d'autres articles de Wikipédia) sont à choisir avec parcimonie. Créez des liens vers des articles approfondissant le sujet. Les termes génériques sans rapport avec le sujet sont à éviter, ainsi que les répétitions de liens vers un même terme.
- Les liens externes sont à placer uniquement dans une section « Liens externes », à la fin de l'article. Ces liens sont à choisir avec parcimonie suivant les règles définies. Si un lien sert de source à l'article, son insertion dans le texte est à faire par les notes de bas de page.
- La présentation des références doit suivre les conventions bibliographiques. Il est recommandé d'utiliser les modèles {{Ouvrage}}, {{Chapitre}}, {{Article}}, {{Lien web}} et/ou {{Bibliographie}}. Le mode d'édition visuel peut mettre en forme automatiquement les références.
- Insérer une infobox (cadre d'informations à droite) n'est pas obligatoire pour parachever la mise en page.

Pour une aide détaillée, merci de consulter Aide:Wikification.
Si vous pensez que ces points ont été résolus, vous pouvez retirer ce bandeau et améliorer la mise en forme d'un autre article.
Dans l'arrêt Medvedyev et autres c. France du 29 mars 2010, la Cour européenne des droits de l'homme a dit, par 10 voix contre 7, qu'il y a eu violation de l'article 5 § 1 de la Convention européenne des droits de l'homme, et, à 9 voix contre 8, qu'il n'y a pas eu violation de l'article 5 § 3 de la Convention.

## Circonstances
Les requérants, ressortissants ukrainiens, roumains, grec et chiliens, faisaient partie de l’équipage d’un cargo dénommé le Winner, battant pavillon cambodgien. Dans le cadre de la lutte internationale contre le trafic de stupéfiants, les autorités françaises apprirent que ce navire était susceptible de transporter des quantités importantes de drogue. Par une note verbale du 7 juin 2002, le Cambodge donna son accord à l’intervention des autorités françaises. Les autorités maritimes procédèrent, en conséquence, à l’interception en haute mer du cargo, au large des îles du Cap Vert, puis à son détournement vers le port de Brest.
À la suite de leur présentation, d'abord au juge d'instruction, puis au juge des libertés et de la détention du Tribunal judiciaire de Brest, les requérants ont transmis une requête à la Cour européenne des droits de l'homme, qui l'a déclarée recevable et transmise à la cinquième section de la Cour.
Une Chambre constituée de juges de la cinquième Section de la Cour a considéré le 10 juillet 2008, à l’unanimité, à la violation de l’article 5 § 1, estimant que les requérants n’avaient pas été privés de leur liberté selon les voies légales et, par quatre voix contre trois, à la non-violation de l’article 5 § 3, prenant en compte des « circonstances tout à fait exceptionnelles » notamment l’inévitable délai d’acheminement du Winner vers la France.
Le 1er décembre 2008, l’affaire a été renvoyée devant la Grande Chambre à la demande du gouvernement et des requérants (en vertu de l’article 43). Le 6 mai 2009, une audience s’est tenue au Palais des droits de l'homme à Strasbourg.

## Suites
La Cour a considéré que les requérants relevaient de la juridiction de la France, au sens de l'article 1 de la Convention européenne des droits de l'homme.
Ayant considéré qu'il y a eu violation de l'article 5 § 1 de la Convention, la Cour a statué sur la satisfaction équitable, attribuant cinq mille euros à titre individuel à chaque requérant et dix mille euros à titre collectif. Les requérants ayant demandé un montant supérieur, ils ont été partiellement déboutés.
Le Comité des Ministres du Conseil de l'Europe, par une résolution prise le 5 juin 2014 lors de la 1201ème réunion du Comité, a considéré que la France avait rempli ses obligations (notamment en matière de satisfaction équitable) sur la base du bilan d'action présenté par le Gouvernement français, et a clôturé définitivement l'affaire.
L'affaire a paru dans plusieurs recueils juridiques, notamment le Recueil Dalloz, la revue de science criminelle, l'AJDA et le JCP E. Elle a également été au centre d'un colloque organisé le 1er avril 2011 par la Cour de cassation et la Marine nationale intitulé "l’action de l’État en mer et la sécurité des espaces maritimes : la place de l’autorité judiciaire".
À la suite de l'arrêt de la Grande Chambre, la loi n°2011-13 du 5 janvier 2011, relative à la lutte contre la piraterie et à l'exercice des pouvoirs de police de l'État en mer, introduit dans le code de la défense, une nouvelle section dans le chapitre « Exercice par l’État de ses pouvoirs de contrôle en mer » intitulée « mesures prises à l’encontre des personnes à bord des navires ». Cette nouvelle section, composée de huit articles (L 1521-11 à L 1521-18), met en place un régime sui generis de privation de liberté à bord des navires appréhendés par les militaires français dans le cadre de l’action en mer. Elle place la première phase de 48h (garde à vue) sous le contrôle du Procureur de la République, qui est informé immédiatement de toute mesure de coercition prise à l'égard des personnes à bord du navire appréhendé. La seconde phase, de 120h renouvelables, est placée sous le contrôle du juge des libertés et de la détention (JLD) qui peut entrer en contact avec les personnes s'il le souhaite. Toute personne concernée par cette procédure doit faire l'objet, dans un délai de 24h, d'un examen de santé par une personne qualifiée, et d'un examen médical dans les 10 jours.
Ces nouvelles disposition permettront de faire reposer les privations de liberté des personnes appréhendées en mer dans le cadre de la lutte contre la piraterie ou contre le trafic de stupéfiants sur une base légale solide et suffisamment précise.